# Irlandesi
Gli irlandesi (in gaelico: Muintir na hÉireann, na hÉireannaigh, na Gaeil; in inglese: Irish, Irish people) sono un gruppo etnico dell'Europa occidentale, che ha origine in Irlanda. La maggior parte degli irlandesi parla la lingua inglese, mentre meno di un quarto della popolazione capisce e parla la lingua irlandese.

## Storia

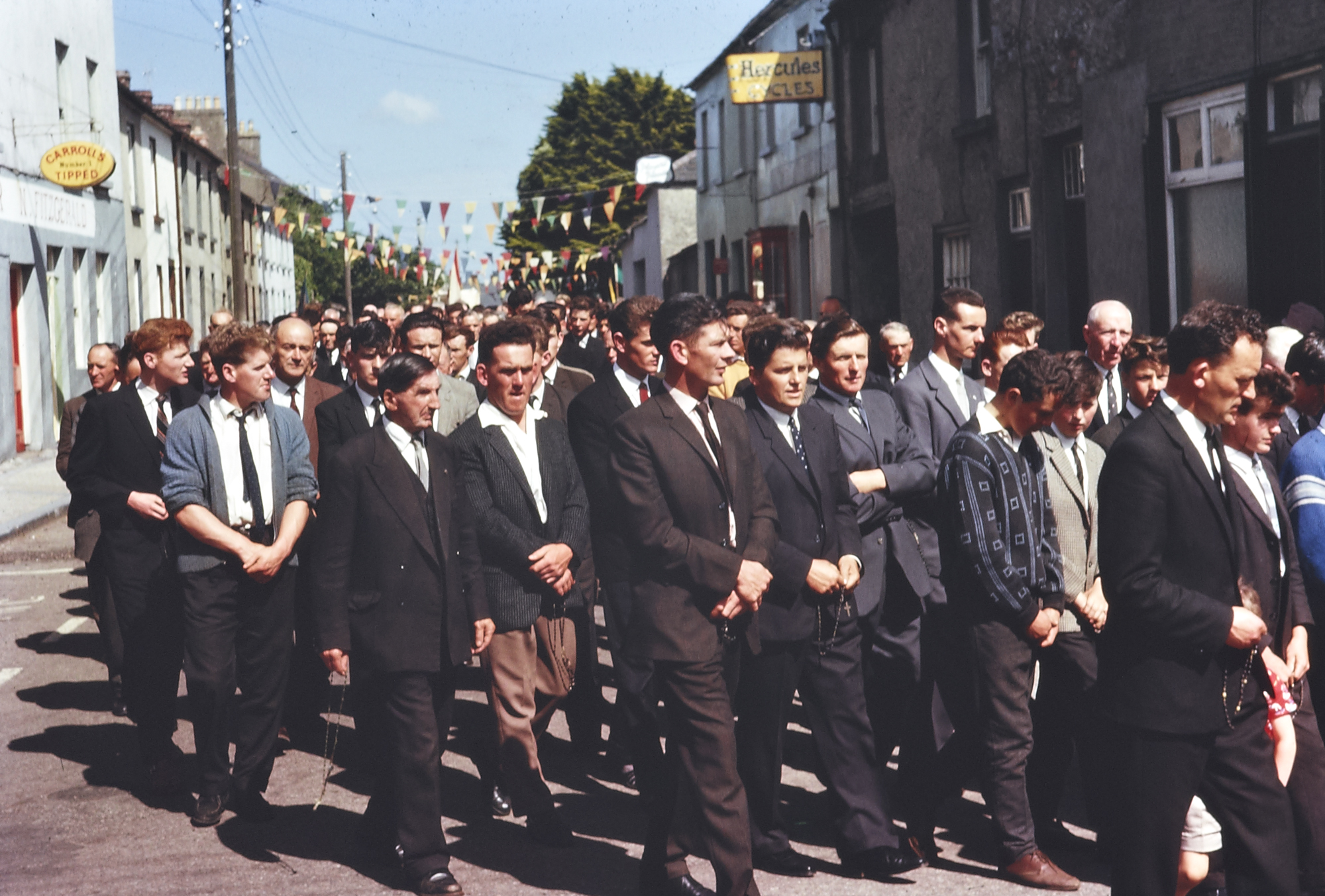
Processione del Corpus Domini a Tipperary nel 1963

In accordo con le scoperte archeologiche, gli avi degli irlandesi hanno abitato l'isola d'Irlanda da circa 9.000 anni.
I principali gruppi che in passato sono venuti a contatto con gli Irlandesi sono stati gli Scozzesi, i Vichinghi e gli Islandesi. L'invasione anglo-normanna dell'Alto Medioevo e il successivo dominio inglese introdussero in Irlanda le popolazioni dei Normanni, degli Anglo-Sassoni, dei Fiamminghi, dei Gallesi e dei Bretoni.
Sono numerosi gli irlandesi entrati a far parte della Storia. Nel VI secolo San Colombano fu un monaco missionario considerato uno dei padri d'Europa, seguito da Virgilio di Salisburgo e San Killian. Lo scienziato Robert Boyle è invece ritenuto uno dei padri della Chimica. Famosi esploratori irlandesi sono: Brendano il Navigatore, Ernest Shackleton e Tom Crean. Secondo alcune fonti, il primo bambino europeo nato in Nord America aveva discendenze irlandesi da parte sia di padre che di madre, mentre secondo altri fu proprio un irlandese a mettere per primo piede sul suolo americano nella spedizione di Cristoforo Colombo nel 1492.
Fino alla fine dell'Ottocento gli irlandesi ricevevano un'educazione scolastica che comprendeva lo studio del latino e del greco. Fra i più illustri scrittori irlandesi vi sono: Bram Stoker, Jonathan Swift, James Joyce, Oscar Wilde, William Butler Yeats, Samuel Beckett, Patrick Kavanagh e Seamus Heaney. Ci sono inoltre numerosi autori in lingua gaelica: Brian O'Nolan, Peig Sayers, Muiris Ó Súilleabháin e Máirtín Ó Direáin.
Nei secoli sono state tante le ondate di emigrazione a causa soprattutto di ragioni politiche, oppressioni religiose e problemi di natura economica, tanto che si parla propriamente di diaspora irlandese. Ciò ha fatto sì che essi si stabilizzassero in diversi Paesi occidentali (soprattutto anglofoni): Regno Unito, Australia, Canada, Argentina, Cile, Uruguay, Nuova Zelanda, Messico, Francia, Germania e Brasile. Ma è negli Stati Uniti che si concentra la più alta percentuale: circa 9 volte in più dell'Irlanda stessa.